# Arte greco-budista

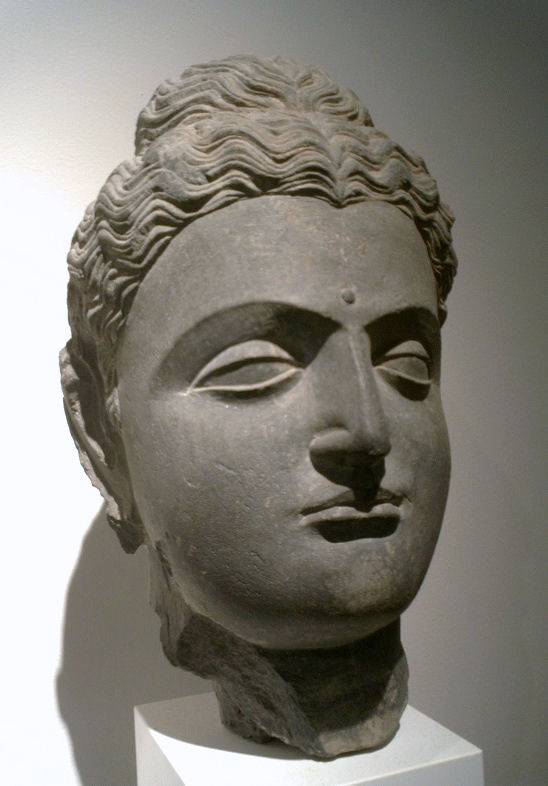
Buda de Gandhara, o.

El término arte greco-budista o greco-búdico, a veces se denomina estilo Gandhara, por ser la región de Gandhara su sitio de expresión más conocido. Se define como la manifestación artística que surge del sincretismo cultural entre la cultura de la Grecia Clásica y el budismo. Este arte se caracteriza por el fuertemente idealizado realismo del arte helenístico y las primeras representaciones del Buda, el cual ayudó a definir el canon artístico (y particularmente, escultórico) para el arte budista a través de Asia hasta el presente. Es un gran sincretismo entre tradiciones orientales y occidentales.

## Historia

### Origen del nombre
El término arte greco-budista fue desarrollado por el arqueólogo Alfred Foucher, a raíz de los trabajos de Emile Senart, en su tesis defendida en la Sorbona en 1905.

### Desarrollo
El arte greco-budista se desarrolló a lo largo de un período de cerca de 1000 años en el Asia Central, a partir de las conquistas de Alejandro Magno en el siglo IV a. C., hasta las conquistas de los musulmanes en el siglo VII d. C.
Sus orígenes pueden ser encontrados en el Reino Grecobactriano (250–130 a. C.), en lo que hoy es Afganistán, desde donde la cultura helenística irradió hacia el subcontinente Indio.

## Imágenes

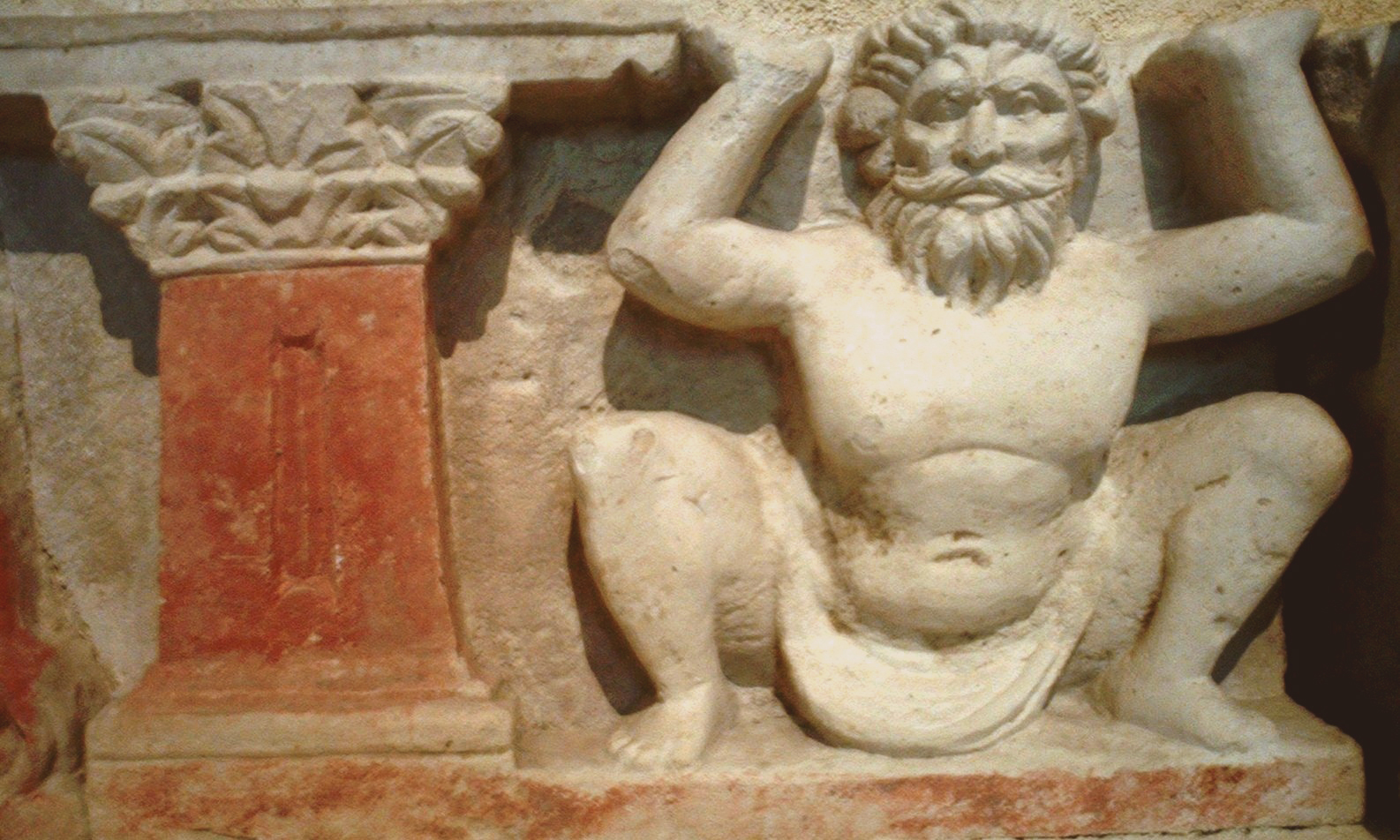
Representación del titán griego Atlas sosteniendo un monumento budista, en Hadda
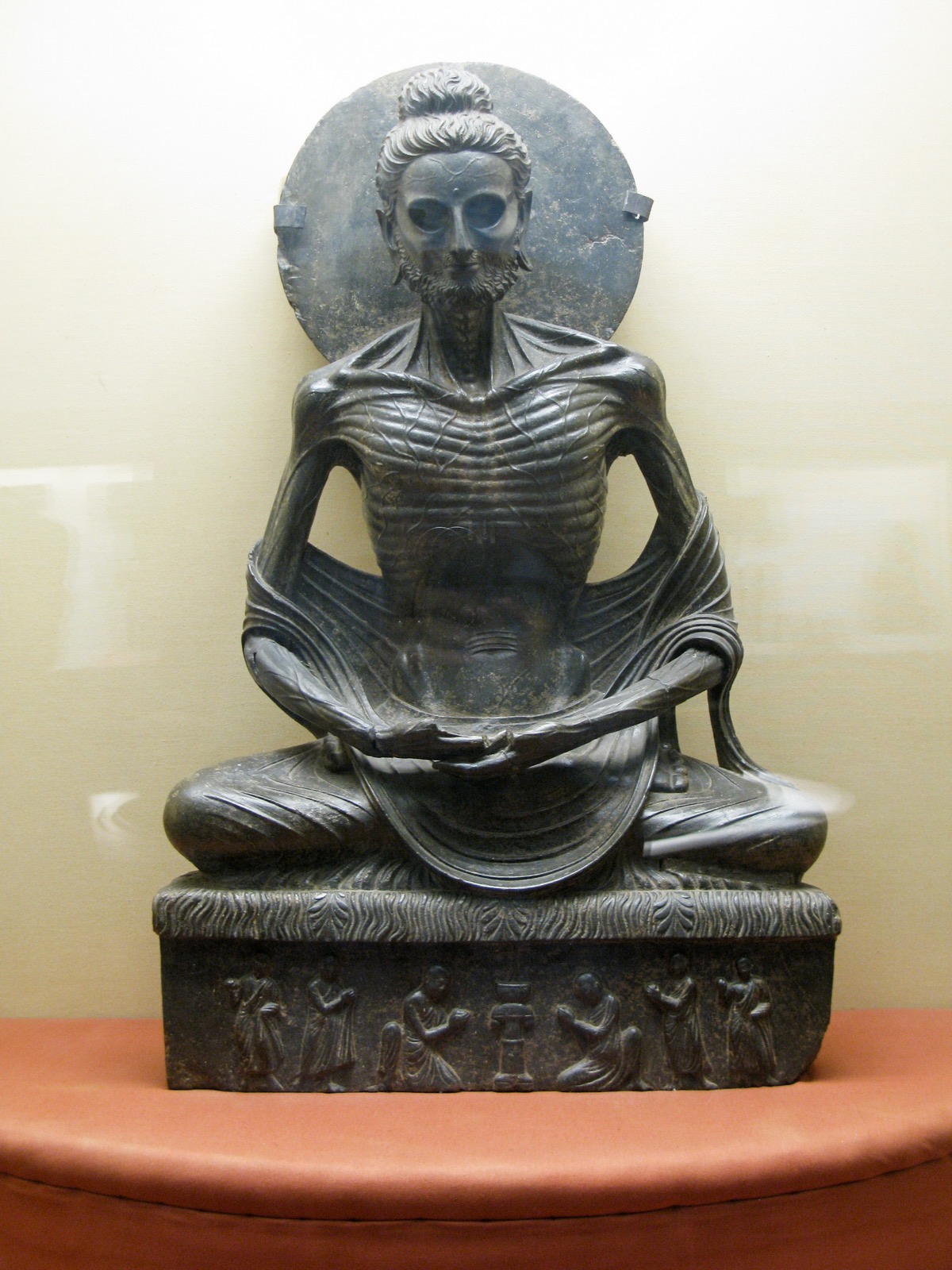
Buda ayunando, perteneciente al periodo de Gandhara. Museo de Lahore, Pakistán